# Вотіновка
Воті́новка (рос. Вотиновка) — селище у складі Кемеровського округу Кемеровської області, Росія.

## Населення
Населення — 60 осіб (2010; 56 у 2002).
Національний склад (станом на 2002 рік):
- росіяни — 100 %